# Erazm Zabłocki
Erazm Zabłocki herbu Łada (1831–1884), w czasie powstania styczniowego naczelnik cywilny, do czerwca 1863 r., a następnie komisarz rządowy województwa grodzieńskiego, urzędnik grodzieńskiej komisji budowlanej, działacz konspiracji.
Syn Kazimierza Zabłockiego (1790 – 1824) i Izabeli Jaksy - Żeromskiej (ur. 1790, zm. 16 grudnia 1871 w Poznaniu). Jego dziadkiem był poseł Józef Zabłocki (ur. 1740 r.) starosta trzebisławski.
Miał siostrę Emilię Zabłocką, która wyszła za mąż za Henryka Ponińskiego h. Łodzia.
Ślub wziął 23 lipca 1849 r. Żoną została Helena Watta-Skrzydlewska h. Samson (1828-1859). Miał z nią syna Rafała Zabłockiego (1854-1911) i trzy córki; Augustynę (1851-1903), Kazimierę (1853-1943) i Helenę Zabłocką(1859-1929).